# Wasił Sztonow
Wasił Sztonow, bułg. Васил Щонов (ur. 25 kwietnia 1972 w Płowdiwie) – bułgarski menedżer, w 2014 minister gospodarki i energii.

## Życiorys
Absolwent liceum anglojęzycznego w Płowdiwie. W 1995 ukończył studia z finansów i telekomunikacji (BA) na Uniwersytecie Pensylwanii, a w uzyskał magisterium z zarządzania przedsiębiorstwem w Massachusetts Institute of Technology. Do 2004 pracował w Stanach Zjednoczonych jako bankier inwestycyjny w branży energii i telekomunikacji. Od 2004 do 2009 organizował biuro McKinsey & Company w Sofii, następnie od 2010 do 2014 odpowiadał za marketing u operatora telefonicznego blizoo. W sierpniu 2014 został ministrem gospodarki i energii w technicznym rządzie Georgiego Bliznaszkiego. Funkcję tę pełnił do listopada tegoż roku. Kontynuował działalność w sektorze prywatnym. W 2021 powołany do rady nadzorczej Bułgarskiego Banku Rozwoju.
Żonaty, ma dwoje dzieci. Jego rodzina zamieszkała w Stanach Zjednoczonych.